# Медзібна
Медзібна (груз. მეძიბნა) — село в Грузії.
За даними перепису населення 2014 року в селі проживає 188 осіб.